# Огбече, Бартоломью
Бартоломью Огбече (англ. Bartholomew Ogbeche; род. 1 октября 1984, Огоджа, Кросс-Ривер) — нигерийский футболист, игравший на позиции нападающего
Участник чемпионата мира по футболу 2002.

## Клубная карьера
Будучи подростком, Огбече появился во французском клубе «Пари Сен-Жермен», за клуб он дебютировал в сезоне 2001/02. Но он так и не сумел обосноваться в клубе, лечился от травмы бедра и два раза уходил в аренду. В июне 2005 года он покинул команду. После краткого времени в ОАЭ Огбече переехал в Испанию, сначала в «Алавес» из второй лиги. Но баски не смогли выйти в Примеру, и игрок перешёл в получивший повышение «Реал Вальядолид». После двух сезонов редкого выхода на поле Огбече подписал однолетний контракт с «Кадисом», где стал лучшим бомбардиром клуба. Но команда вылетела, и он не стал продлевать контракт, отправившись в Грецию. Отыграв сезон в местной «Кавале», форвард перебрался в «Мидлсбро», подписав контракт до конца сезона. Свой первый гол за новый клуб он забил в ворота «Кардифф Сити» 17 декабря 2011 года. Во время зимнего трансферного окна 2014 года Огбече стал игроком нидерландского клуба «Камбюр».

## Карьера в сборной
В составе сборной Нигерии игрок провёл 2 матча на Кубке мира 2002. Всего же за сборную Огбече провёл 11 матчей, забив три гола.